# سيسامنيس

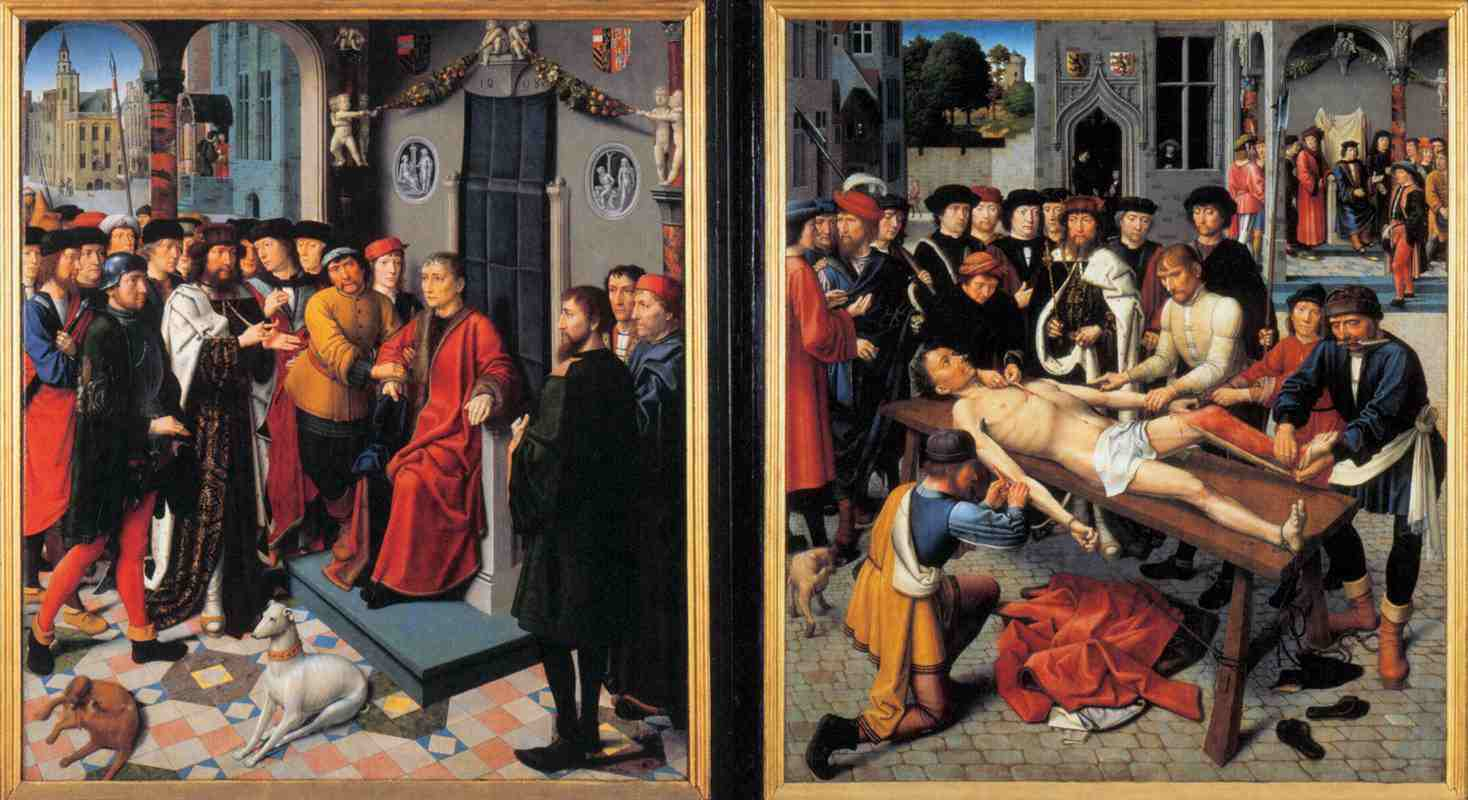
لوحة "حكم قمبيز" المزدوجة لخيرارد دافيد

سيسامنيس (بالإغريقية: Σισάμνην) هو قاضٍ فاسد ـ وفقًا لرواية هيرودوت ـ عاش أيام الملك الفارسي قمبيز الثاني. أُدين سيسامنيس بقبول رشوة لإصدار حكم ظالم، فحكم عليه الملك بأن يُسلخ جلده حيًا، ثم يتخذ من ذلك الجلد فرش للكرسي الذي سيجلس عليه أوتانيس (بالإغريقية: ̓Οτάνης)، ابن سيسامنيس، الذي خلف أباه في منصب القضاء.

## رواية هيرودوت
| سيسامنيس | هكذا قال دارا، وكان قد عيّن أخاه أرتافرينيس، ابن أبيه، حاكمًا على سارديس، توجه إلى شوشان، آخذًا معه هستيايوس، بعد أن كان في البدء قد اتخذ من أوتانيس آمرًا على أولئك الذين كانوا يقطنون على سواحل البحر. وكان والد ذلك الرجل ـ سيسامنيس ـ واحدًا من القضاة الملكيين، فقتله الملك قمبيز لأنه حكم ـ مقابل المال ـ حكمًا جائرًا في قضية، وسلخ جميع جلده، ثم قطّع من ذلك الجلد سيورًا جلدية شدها على الكرسي الذي كان سيسامنيس يجلس عليه وهو يقضي بين الناس، وبعد أن شدها على الكرسي، عيّن قمبيز ابن سيسامنيس هذا الذي قتله وسلخه، ليكون قاضيًا عوضًا عن أبيه، آمرًا إياه أن يتذكر على أي كرسي سيجلس ليصدر الأحكام. | سيسامنيس |

## في الفن التشكيلي

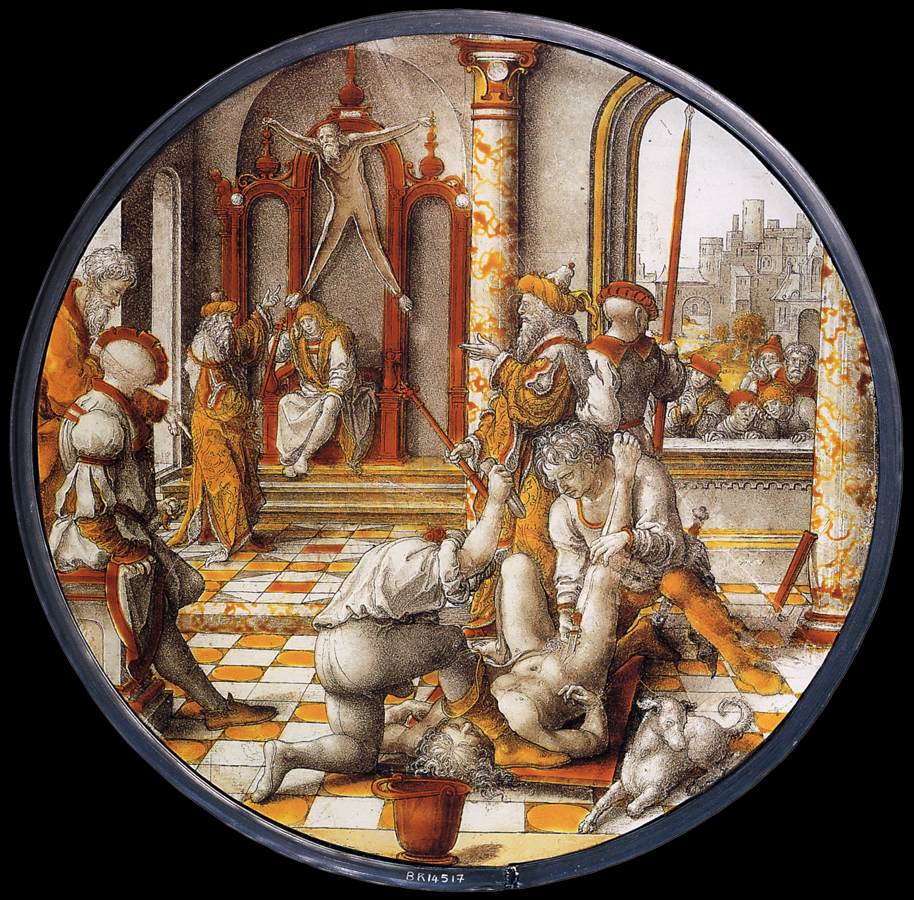
لوحة "حكم قمبيز" ـ زجاج ملون ـ للفنان الفلمنكي ديرك فيلرت

كانت قصة سياسمنيس هي موضوع لوحتين أنجزهما الفنان الهولندي خيرارد دافيد عام 1498، هما «القبض على سيسامنيس» و«سلخ سيسامنيس»، وتتكون منهما لوحة مزدوجة تسمى «حكم قمبيز»، عُلقت في غرفة أعضاء بلدية بروج البلجيكية، التي كان القضاة يجلسون فيها للحكم بين المتقاضين، وهي محفوظة اليوم في متحف غرونينغ (بالهولندية: Groeningemuseum) في بروج (رسم زيتي على خشب، أبعاده 183,5 × 318,5 سم).
كذلك كان من بين من رسموا الواقعة ذاتها الفنان الفلمنكي ديرك فيلرت (بالهولندية: Dirck Vellert) سنة 1542. وقد كان من المعتاد تعليق صور تمثل هذه الواقعة على جدران غرف العدل في أوروبا في القرن الخامس عشر الميلادي.